# Umberto Veronesi
Umberto Veronesi (* 28. November 1925 in Mailand; † 8. November 2016 ebenda) war ein italienischer Onkologe, Chirurg und Politiker. Er war bekannt als Befürworter und Entwickler schonender chirurgischer Praktiken (Quadrantektomie) beim Brustkrebs.

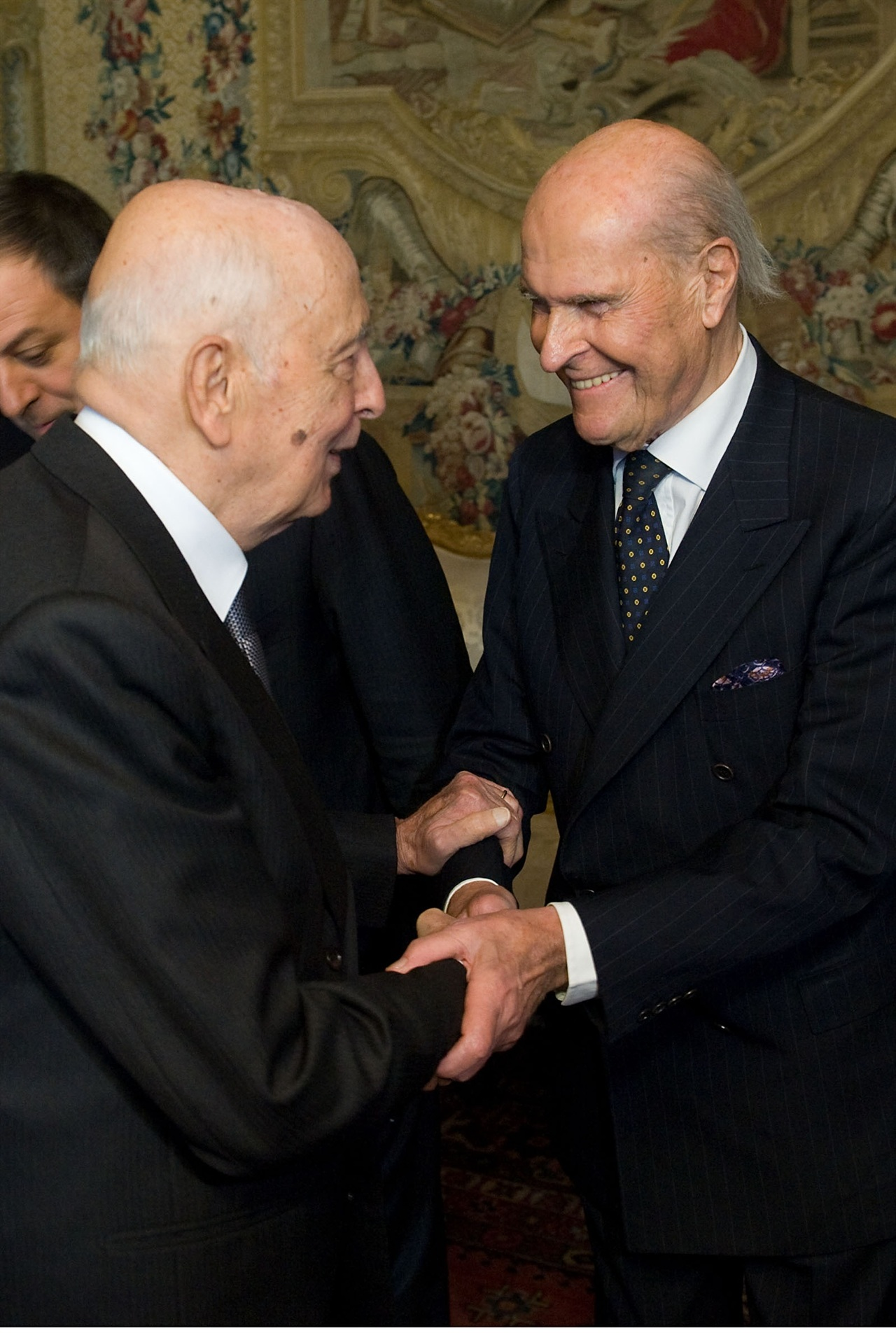
Umberto Veronesi (rechts) mit Staatspräsident Giorgio Napolitano 2011

## Leben
Veronesi studierte Medizin an der Universität Mailand mit dem Abschluss (Laurea) 1950 in Medizin und Chirurgie. Nach Auslandsaufenthalten in Frankreich und England war er am Nationalen Tumorinstitut in Mailand (Istituto nazionale per lo Studio e la Cura dei Tumori, der späteren Fondazione IRCCS Istituto Nazionale dei Tumori, INT), wo er 1975 Direktor wurde.
1965 war er Mitgründer der italienischen Krebsforschungsgesellschaft (Associazione Italiana per la Ricerca sul Cancro, AIRC). 1991 gründete er das Istituto Europeo di Oncologia (IEO, European Institute of Oncology) in Mailand, dessen Direktor er lange war. Von 1991 bis 1993 war er Präsident der Federation of European Cancer Societies (FECS), 1985 bis 1988 der Europäischen Gesellschaft für Tumorforschung (EORTC) und ab 1994 des Komitees der Krebsexperten der EU. Er war einer der Mitinitiatoren der Kampagne Europa gegen den Krebs (1996 bis 2002) und der europäischen Brustkrebsinitiative Europa Donna (1992). 1991 erhielt er den Léopold-Griffuel-Preis.
2003 gründete er die Fondazione Umberto Veronesi zur Wissenschaftsförderung, deren Präsident sein Sohn Paolo Veronesi ist (Professor für Chirurgie in Mailand und am IEO). 2003 erhielt er mit Axel Ullrich den König-Faisal-Preis für Medizin. Er ist Ritter des Großkreuzes des Verdienstordens der Republik Italien.
Veronesi war mit der türkischstämmigen Kinderärztin Susy Razon verheiratet, mit der er sieben Kinder hatte. Sein Sohn Alberto ist Dirigent.

## Werk
Umberto Veronesi ist bekannt als Pionier der schonenden Brustkrebsoperation (Entfernung des Krebsknotens mit Saumgewebe und die Achsel-Lymphknoten auf der erkrankten Seite), die er 1972 zuerst ausführte. Er verglich die Überlebensraten in einer großen Studie, die er 1968 bei der WHO anregte, mit denen bei radikaler Mastektomie (veröffentlicht im New England Journal of Medicine, Band 305, 1981, S. 6–11) und wies nach, dass diese sich nicht unterschieden. Dafür wurde er anfangs besonders in den USA stark angegriffen, wo die Mastektomie die dominante chirurgische Behandlungsmethode war, bis man dort 1985 in einer Studie zu ähnlichen Ergebnissen kam. Er forschte auch an Verbesserungen bei Lymphknotenbiopsien (Aufspüren der Wächterlymphknoten mit Lymphszintigrafie, Sentineltechnik), mit dem Ziel unnötige Entnahme der axillaren Lymphknoten bei der Brustkrebsoperation zu vermeiden, entwickelte eine intraoperative Strahlentherapie (IORT) bei Brustkrebs und widmete sich der Krebsvorsorge. Veronesi führte Studien zu Tamoxifen und Retinoiden als vorbeugende Mittel gegen Brustkrebs durch. Zusammen mit der US-amerikanischen Chirurgin Susan Love testete er die Untersuchung der Milchgänge (Milchgang-Wäsche, Ductal Lavage) als Mittel zur Früherkennung von Brustkrebs.
Er ist Verfasser von über 700 wissenschaftlichen Publikationen. 1998 leitete er eine offizielle Kommission zur Untersuchung der umstrittenen Krebstherapie nach Luigi Di Bella, die damals in Italien für Medienaufmerksamkeit sorgte.

## Politische Aktivitäten und Debatten
Veronesi war Mitglied der Partito Democratico. Von April 2000 bis Juni 2001 war er Gesundheitsminister im Kabinett von Giuliano Amato. 2008 wurde er Senator im italienischen Parlament.
2011 wurde er Präsident des wissenschaftlichen Komitees der italienisch-US-amerikanischen Gesellschaft (Fondazione Italia USA) und 2011 der italienischen Reaktorsicherheitsagentur (Agenzia per la sicurezza nucleare).
Veronesi war aktiv in Anti-Raucher-Kampagnen und setzte entsprechende Rauchverbots-Gesetze in seiner Zeit als Gesundheitsminister in Italien durch. 1995 trat er für die Legalisierung weicher Drogen (Cannabis) ein, insbesondere für die Schmerztherapie. Außerdem setzte er sich für aktive Sterbehilfe ein, worüber er 2005 ein Buch schrieb. Er befürwortete die friedlichen Nutzung der Kernkraft und sprach sich 2007 für den Neubau von Kernkraftwerken in Italien aus, um die italienischen Verpflichtungen zum Kohlendioxidabbau aus dem Kyoto-Protokoll zu erfüllen. Er war Befürworter der Gentechnik, die nach seiner Meinung ein intelligentes Werkzeug zur Bekämpfung von Hunger, Wüstenbildung und für Verminderung von Pestizid-Verwendung sei. Seiner Ansicht nach sind natürlich vorkommende Toxine zum Beispiel in Mais, Kartoffel, Basilikum ebenso gefährliche Krebserreger wie Autoabgase, was seiner Meinung nach ebenfalls mit Hilfe der Gentechnik verbessert werden könne. Dies führte in Italien 2005 zu Kontroversen zum Beispiel mit der Slow-Food-Bewegung. Veronesi sprach sich für die Unbedenklichkeit und den Ausbau von Müllverbrennungsanlagen in Italien aus.
Veronesi war bekennender Agnostiker und sprach sich aus ethischen und gesundheitlichen Gründen für vegetarische Ernährung aus.

## Schriften
- mit Mario Pappagallo: Una carezza per guarire. La nuova medicina tra scienza e coscienza, Sperling & Kupfer, Mailand, 2005.
- Il diritto di morire. La libertà del laico di fronte alla sofferenza, Mondadori, 2005 (Das Recht zu sterben).
- mit Alain Elkann: Essere laico, Bompiani 2007.
- L’ombra e la luce, Einaudi 2008.
- Herausgeber: Breast Cancer – Textbook for General Practitioners, Springer 1990.
- Herausgeber: Surgical oncology – a european handbook, Springer 1989.
- Da bambino avevo un sogno : tra ricerca e cura, la mia lotta al tumore, Mondadori 2002 (Als Kind hatte ich einen Traum: von Forschung und Heilung, mein Kampf gegen den Krebs).